# ペルソナ2
『ペルソナ2』（ペルソナツー、PERSONA2）は、アトラスより発売されたPlayStation用ゲームソフト。ペルソナシリーズの第2作目。『ペルソナ2 罪』（1999年発売）と続編の『ペルソナ2 罰』（2000年発売）の二部作。

## ペルソナ2 罪
『ペルソナ2 罪』（ペルソナツー つみ、PERSONA2 Innocent Sin）は、1999年6月24日にアトラスより発売されたPlayStation用ゲームソフト。

### 概要（罪）
略称は「罪」。メインキャラクターのデザインは前作同様金子一馬だが、サブキャラクターのデザインは副島成記が担当している。
テーマソングはhitomiの「君のとなり」。CMには安藤希が出演していた。
海に面した大都市である「珠閒瑠（すまる）市」が舞台で、前作『女神異聞録ペルソナ』から3年後の物語となっており、前作のキャラクターや設定も登場するが、メインの登場人物やストーリーはほぼ一新されている。難易度は前作から大きく引き下げられ、遊びやすくなっている。また、ムービーが前作に比べかなり美麗になり、戦闘中だけでなく、一部のイベントでもボイスが入るようになった。更に台詞がかなり多く、ミニイベントも多いのが特徴。
ナチス・ドイツが登場する関係上、日本国外版は続編の『ペルソナ2 罰』のみ発売されており、本作（PS版）の日本国外版が発売される事はなかったが、2011年4月14日にPlayStation Portableにてオリジナル版の発売から約12年ぶりとなるリメイク版が発売され、2011年9月21日に海外版（北米版）が発売された。

### ストーリー（罪）
「セベク・スキャンダル」と呼ばれることになった、御影町の事件より3年後。
海に面した大都市である珠閒瑠市では、とある噂がまことしやかに流れていた。周防達哉の通う七姉妹学園の校章を身に付けていると顔が崩れてしまう。自分の携帯電話から自分の携帯番号へ掛けると、夢を叶えてくれるという怪人・ジョーカーが背後に現れる。更には街に流れている根も葉もない噂が現実化してしまう。
「ジョーカー様」と呼ばれる儀式を行ったことがきっかけで、ジョーカーに深い恨みを抱かれていることを知った周防達哉たちは、彼に恨まれる原因となった過去を思い出すために、ジョーカーから差し向けられる悪魔たちと戦っていく。

### システム（罪）
前作では単独キャラクターが任意のコンタクトコマンドを選んで悪魔と交渉していたが、今作からはそれに加えて複数キャラクターの掛け合いによる交渉が可能になった。戦闘システム・魔法系統が大幅に簡略化され、フォーメーション（隊列）や悪魔合体、月齢が廃止された。
複数の魔法を特定の順番で唱えることにより、より威力の強い魔法（合体魔法）が使えるようになるという新要素も追加。また、いつでもセーブデータが保存できるようになり、ダンジョンも3D画面からクォータービューに変更されるなど、前作と比べてハードルがかなり低くなっている。
ペルソナ
ペルソナの効果や使用法は前作とほぼ同じだが、作成方法が大きく変更された。まずは悪魔との交渉でタロットカードを手に入れる。手に入るタロットカードの種類は交渉相手の種族によって決まる。これをベルベットルームに持って行き、作成したいペルソナを選択し、カードを指定された枚数消費することで手に入る。
マテリアルカード（前作の「封神具」にあたる）を所持していないと作成できないペルソナ、突然変異によってしか入手できないペルソナもある。
また、契約中の悪魔との交渉・ペルソナの帰還などにより入手する事ができる「フリータロット」と呼ばれる白紙のタロットカードもあり、これにはFOOL（愚者）以外の好きな絵を描いてもらうことで通常のタロットカードとして機能する。悪魔との交渉では手に入らないタロットカードも存在し、フリータロットに描いてもらわないと手に入れる事ができない（このアルカナは必要とするタロットが他の75％程度となっている）。
入手困難なタロットカード「FOOL（愚者）」も存在する。FOOLは、悪魔との交渉の際に4回質問に答えると稀に発生する専用の質問に対し、正しい答えを選択することで入手できる。一度手に入れると以降の専用質問が発生する確率が上がる。罰では、交渉で一回も喜び・恐怖が上がってはいけないという制限が追加された。
合体魔法
前述の通り、既定の順番で既定の魔法を使用することで発動する特殊な攻撃。今作における戦闘の勝因を担う強力な攻撃であり、魔法を単体で使用した時とは比べ物にならない力を持つものが多い。ヒンドゥー三柱神や西遊記など、合体魔法によっては使用するペルソナが指定されていることがある。合体魔法が反射された場合、合体魔法に参加した全員がダメージを受ける。
合体魔法でとどめを刺して戦闘終了した場合、キャラとペルソナとの相性によっては「突然変異」が発生する場合があり、相性がいいほど発生率が上がる。突然変異は、2ランクアップ、全ステータス2上昇（回数制限なし）、変異魔法の習得、別ペルソナへの変異能力の取得、といった効果から、現在のランクに合わせた確率でランダムに決定する。罰においては、相性が良以上の使い手がピンチに陥った時に特殊な効果が発動する潜在能力の取得（発動条件は効果による）というものも追加された。ランク7以上では2ランクアップは発生しないなど、ランクによっては絶対に発生しない効果もある。
噂システム
珠閒瑠市内では、街に流れている噂が現実化してしまうという不可思議な現象が起きている。噂屋（前作に登場した「トロ」も噂屋の一人として活躍）や街の人々から入手した様々な噂を、葛葉探偵事務所に依頼して街に流してもらい、普通の洋服店やラーメン屋などで武器や防具などを購入できるようにしたり、更には悪魔たちにも手伝ってもらって噂を広めることによって、武器や魔法の強化なども行えるようになっている。更には噂によって出現した隠し悪魔「噂悪魔」と戦えるようになる。噂悪魔は倒した際に入手できるアイテムを噂元に渡すことで貴重品などがもらえる。

### 体験版ディスク
『デビルサマナー ソウルハッカーズ』の通常版（PS）に付属している体験版ディスク。多少のストーリーは省きながらも、最初のボス戦までプレイできる。主要登場人物とペルソナの紹介を閲覧できる。なお、ベスト版及びPSP版には付属していない。

### PSP版の追加要素（罪）
シアターモード
公式で配信されるオリジナルクエストや自作クエストをプレイ可能。ただし、自作クエストは一度クリアしてからでないと作成できない。
新規オープニングムービーの追加
PSP版の追加要素として目黒将司による新規BGM、サテライト制作によるアニメーションの新規オープニングムービーが追加された。PS版のオープニングムービーも同時収録されている。BGMのタイトルは「unbreakable tie」。
BGMアレンジ
通常版とリミックス版の2種類が用意され、設定画面より随時切り替えも可能。
ナチス・ドイツ関連の変更
上述したとおり、PS版ではナチス・ドイツが登場したことから、海外版の発売を自粛した。こういった経緯から、「ヒトラー」の名前が「フューラー」に変更され、グラフィックがサングラス付きのものに描き直されている。また、ハーケンクロイツの紋章も変更されている。
その他
PS版では『罰』のみの機能であった戦闘演出の切り替えや、合体魔法が使用できる場合のオートセットが可能となった。
また、タロットカードのアルカナ表記が英語から日本語に変更され、各ペルソナの相性・ステータス画面の表示形式などもPSP用にリニューアルされている。

## ペルソナ2 罰
『ペルソナ2 罰』（ペルソナツー ばつ、PERSONA2 Eternal Punishment）は、2000年6月29日にアトラスより発売されたPlayStation用ゲームソフト。

### 概要（罰）
テーマソングはエリーシャ・ラヴァーンの「Change your way」。
略称は「罰」。『ペルソナ2 罪』のエンディング後を描いた続編であり、世界観やシステムをほぼ継承している。
シナリオは一本道ではあるが、ゲーム中盤で流した噂によって、途中加入するメンバーと行き先（南条ルートでは下水処理施設を経て理学研究所へ向かい、エリールートは珠閒瑠テレビで神取の情報を知り、日輪丸を経て海底神殿へと向かう）、シナリオの一部などが変化する。前作ではメインキャラクターが高校生を中心に構成されていたのに対し、本作では社会人を中心に構成されている。
2000年12月22日に海外版（北米版）が発売され、2012年5月17日にPlayStation Portableにてオリジナル版の発売から約12年ぶりとなるリメイク版が発売されたが、海外ではリメイク版が発売されていない。

### ストーリー（罰）
珠閒瑠市内では、街に流れている根も葉もない噂が現実化してしまうという、不可思議な現象が起こっていた。キスメット出版発行のティーンズ向け情報誌「クーレスト」の編集記者である天野舞耶は、七姉妹学園の取材中に殺人事件に遭遇し、「自分の携帯電話から自分の携帯番号へ掛けて呼び出し、気にいらない人物を殺してくれる」という怪人「JOKER」から命を狙われていることを知る。たまたまその場に居合わせて事件に巻き込まれた親友の芹沢うららと刑事の周防克哉、JOKERの正体を知っているという盗聴バスター・パオフゥと共に、JOKERの行方を追いかけていく。

### システム（罰）
基本的には前作『ペルソナ2 罪』のシステムを継承しているが、今作はそれらをより発展させた形となっている。悪魔との交渉も、単独交渉から複数キャラクターによる掛け合いに重点が置かれ、選んだキャラクターの順番や参加メンバーによって、コンタクトの種類や掛け合いの内容もさまざまに変化する。
『ペルソナ2』の要ともいえる噂システムも、ゲーム中盤のシナリオと加入メンバーが変化する、「マンサーチャー（人探し）」等のミニゲームができるようになる、噂の結果にランダム性が追加される、等さまざまなバリエーションが追加された。また、2周目以降しか発生しない変異ペルソナが存在するなど、周回要素が追加された。
また、特定の条件をクリアすれば「エクストラダンジョン」がプレイできる。
セーブデータ継承
今作では、前作『ペルソナ2 罪』からのセーブデータ継承が可能となっている。データを継承することによって、イベントの追加等さまざまな変化が起きる。
- 前作の主人公の名前を変更していた場合、周防達哉の名前が前作でつけたものに変更される。苗字も変えていた場合は、兄である克哉と先祖である辰之進の苗字もそれに合わせて変更される。
- フリータロットの枚数がそのまま引き継がれる。また、カルマリングというアイテムを所持していた場合、これも引き継がれる。
- 前作の主人公のパラメーターとレベルが継承される（レベルが低すぎると継承されない）。
- うらら・克哉・達哉のコンタクト（情熱のフラメンコ スペシャル）が、早いタイミングで使用可能になる。
- 『罪』でリサとの好感度が高ければ、ある1シーンの台詞で達哉が「下がってろ、リサ」が「下がってろ、ギンコ」に差し替えられる。

伝説の武器の入手方法
前作『罪』では特定のイベントをこなすのが、今作は特定のアイテムを使用して開発する方式となった。同じ武具を共有するキャラクターがいるが、伝説の武器は1個しか持てない。また、周回すると前回作成した伝説の武器のフラグが引き継がれてしまい、作成不可能になるバグが存在する。
戦闘システムの変更
戦闘演出をリアルとシンプルに切り替えることにより、時間制限イベントでの戦闘所要時間が短縮できるようになる。
合体魔法が使用できる場合のオートセットにより、順序の誤りによるミスがなくなった。

### ファンディスク
『ペルソナ2 罰』の通常版、およびデラックス版に付属しているファンディスク。コンテンツがテレビ番組風の作りになっており、珠閒瑠市のテレビ番組という設定でペルソナ2のアニメムービー、開発者である岡田耕始・金子一馬へのインタビュー、前作『女神異聞録ペルソナ』の紹介、ブラウン/上杉秀彦と黒須純子が司会をしているトーク番組、天気予報、占いなど、さまざまな番組が閲覧できる。
なお、ベスト版及びPSP版には付属していない。

### PSP版の追加要素（罰）
アディショナルシナリオ
達哉が舞耶達と合流するまでにどういった行動をしていたかが描かれ、新キャラクターや新悪魔も登場する。新悪魔はクトゥルフ神話のものが多くなっている。
なお、最初のアディショナルシナリオ以外は南条ルートを軸としたストーリーとなっており、エリールートを選択していた場合は全てのシナリオを見る事ができない。なお、罪から入手難度が増したFOOLを入手できる数少ない機会でもある。
新規オープニングムービーの追加
PSP版の追加要素としてマッドハウス制作によるアニメーションの新規オープニングムービーが追加された。BGMはPS版のオープニング曲をPSP用に新しくアレンジしたものとなっている。
また、『罪』同様、PS版のオープニングムービーも同時収録されている。
BGMアレンジ
PSP版『罪』と同様に通常版とリミックス版の2種類が用意され、設定画面より随時切り替えも可能。
その他
PSP版『罪』同様、タロットカードのアルカナ表記が英語から日本語に変更され、各ペルソナの相性・ステータス画面の表示形式などもPSP用にリニューアルされている。

## 登場人物

### メインキャラクター
タッちゃん / 周防 達哉（すおう たつや/デフォルト名/変更可）
声 - 子安武人
アルカナ - 太陽
ペルソナ - ヴォルカヌス（付け替え可） → アポロ
武器 - 片手剣
男性 / 生年月日 - 7月27日 / 星座 - 獅子座 / 身長 - 181cm / 体重 - 68kg / 血液型 - B型
七姉妹学園（通称「セブンス」）に通う高校3年生の少年。
ルックスの良さとクールな立ち居振る舞いから女子生徒や男子生徒からの人気は高いが、他人との馴れ合うことを嫌って一人で行動することが多い。だが本来は仲間思いの優しい性格をしている。オイルライターを常に持ち歩いており、蓋を鳴らして遊ぶ癖がある。趣味はバイクいじりとものまね（声帯模写）。好物はレアステーキとのり塩ポテトチップス。
罪
本作の主人公。寡黙だが、メンバーを力強く引っ張る頼れるリーダー気質。
ふとしたきっかけで栄吉、リサと共にジョーカーに狙われることになり、ジョーカーに関連する事件を追ってゆくことになる。
子供の頃に幼馴染の友達と「ペルソナ様」遊びをしたことで、ペルソナ能力に目覚めた。10年前の事件に関しては当時の人間関係など一部の記憶と共に忘れてしまっている。
罰
前作の主人公。JOKERやペルソナにまつわる珠閒瑠市の事件を調査しており、単独で追っている。
事件を追い始めるまでは『罪』以上に不良じみた少年で、家出と不登校を繰り返していた。杏奈と仲が良く、よくクラブで遊んでいたらしい。その性格には父親の汚職による退職と家庭問題が影響しているとも言われる。
舞耶の行く先々に現れ、豊富な知識と強力なペルソナ能力で彼女に助力するが、舞耶との関わりを避けたいようでもある。
ペルソナ能力は子供の頃に克哉と一緒に「ペルソナ様」をしたことで目覚めた。戦闘の実力は極めて高く、パオフゥをして「克哉より遥かに場数を踏んでいる」と言わしめている。
『罪』のセーブデータを継承することにより、『罪』での能力をほぼ全て引き継ぐことができる。リメイク版では外伝シナリオにおいて、舞耶達と合流する以前の単身で事件を追っている姿が描かれている。

天野 舞耶（あまの まや）
声 - 矢島晶子
アルカナ - 月
ペルソナ - マイア（付け替え可） → アルテミス
武器 - 二丁拳銃
女性 / 生年月日 - 7月4日 / 星座 - 蟹座 / 身長 - 168cm / 体重 - 48kg / 血液型 - O型
キスメット出版発行のティーンズ向け情報誌「クーレスト」の編集記者。「レッツポジティブシンキング」が口癖の前向きで明るく健康的な女性。
好物はカニ缶で苦手な食べ物はくさや。舞耶のくさやの苦手っぷりは気絶するほどである。
さりげない思いやりや人当たの良い雰囲気から自然と人が集まってくるタイプだが、手先は非常に不器用で家事全般を大の苦手としており、自宅も荒れ放題となっている。また、本人はファッション関係に疎いと語っており、着ている服はルームメイトのうららに選んで貰ったもの。
幼い頃に死去した父親・将隆の形見であるウサギの人形を常に持ち歩いており、今でも父親を慕っている。
先祖は舞姫で、特定条件を満たすと召喚可能になる。
罪
ユッキーと共に取材に訪れた七姉妹学園で事件に巻き込まれ、以降達哉達と行動を共にするようになる。
キスメット出版で情報雑誌を制作しているが、自分の作りたい雑誌と編集長の望みが異なるため対立が絶えない。
10年前の事件にて強い恐怖から完全に記憶を失っていたが、そのトラウマから炎と須藤に対して強い恐怖心を抱いており、手にはその時負ったと見られる火傷の痕が残っている。
罰
本作の主人公。達哉との出会いをきっかけにデジャヴュに悩まされるようになる。
うららや克哉らと共にJOKER呪いを追いながら、事件に何らかの繋がりを持っている「デジャ・ヴュの少年」である達哉を追いかける。達哉と初めて会ってから、胸を刺されたような痣が浮かび上がるようになった。
うららとは高校時代からの親友で現在は港南区のマンションでふたりで暮らしている。
家事全般が苦手で、最初は当番制だった掃除や洗濯も見るに見かねたうららが全部を引き受ける形になった。実家の天野家の先祖は周防家の先祖・豪傑寺の先祖と関係がある。

ミッシェル / 三科 栄吉（みしな えいきち）
声 - 鳥海浩輔
アルカナ - 死神
ペルソナ - ラダマンティス（付け替え可） → ハーデス
武器 - ギターケース
男性 / 生年月日 - 11月15日 / 星座 - 蠍座 / 身長 - 185cm / 体重 - 62kg / 血液型 - O型
春日山高校2年生の男子生徒。春日山高校の番長でもあり、正義感の強さと面倒見の良さで周囲から慕われている。
三科はヴィジュアル系バンド「ガスチェンバー」のリーダー兼ボーカルであり、自分を「ミッシェル」と呼んでいる。ナルシストで、化粧を施した奇抜な格好をして常にギターを持ち歩いている。ちなみに、メイクは早起きして駅のトイレに駆け込んでからしているため、父親は外での息子の服装を知らない。メイクの下の素顔は父似である。
寿司屋の息子で、幼い頃から武道の達人を自称する父親に厳しく躾けられたため現在もまるで頭が上がらず、また家業である寿司屋の跡取りを強要されてきたためか、寿司及び魚介類を大の苦手にしている。
小学校時代は太り気味の体格だったが、ある出来事がきっかけで激しいダイエットを行い、スリムな体形となった。元々太りやすい体質で、現在も食事制限（菜食主義）を続けている。
罪
ペルソナで相手を叩きのめすことから「死神番長」と呼ばれる一方、倒した相手のパンツを脱がすことから「パンツ番長」とも呼ばれている。
10年前の記憶に関しては、罪悪感のために夢の中の出来事だと思っていた。淳のこともある程度記憶に残っていたのか、自分の学校に転校してきたことを隠そうとしていた。
罰
JOKER呪いによって拉致された杉本を助けるため、単身で理学研究所に忍び込んでいた。華小路とは恋人関係にある。

ギンコ / リサ・シルバーマン
声 - 小西寛子
アルカナ - 恋人
ペルソナ - エロス（付け替え可） → ヴィーナス
武器 - ナックル
女性 / 生年月日 - 5月4日 / 星座 - 牡牛座 / 身長 - 165cm / 体重 - 50kg / 血液型 - A型
七姉妹学園2年生の女子生徒。得意科目は古文。得意料理は和食で更に着物の着付けもできる大和撫子である。
金髪碧眼の白人である少女だが、両親とも日本に帰化しており、自身も日本で生まれ育った日本人である。
家庭での教育方針は極端な日本びいきで、日本語以外は全く喋れない。『源氏物語』が好きという古風な一面もある。
罪
自分の容姿や英語が話せないことにコンプレックスを抱いており、両親（特に父親）を激しく嫌悪している。
カンフー映画が大好きで、会話の端々に映画で聞きかじった広東語を織り交ぜている（これには父親への反抗という一面もある）。
一目惚れした達哉に何かと付きまとっている。栄吉と喧嘩した際に「ギンコ」というあだ名を付けられる。
10年前の記憶は鮮明に覚えていたが、罪悪感から記憶違いだと思いこもうとしていた。
罰
同級生と共にアイドルグループの一員として芸能界にデビューした。
一目惚れした達哉のことが気になっているが、声をかけられないでいる。基本的に広東語を話す事は無くなっている。

黒須 淳（くろす じゅん）/ 橿原 淳（かしはら じゅん）
声 - 渋谷茂
アルカナ - 運命
ペルソナ - ヘルメス（付け替え可） → クロノス
武器 - 花
男性 / 生年月日 - 2月14日 / 星座 - 水瓶座 / 身長 - 169cm / 体重 - 51kg / 血液型 - AB型
春日山高校3年生。花を愛でるのが好きな美少年。性格は優しいがロマンチストである。星占い、ピアノなどに造詣が深い。
父親は七姉妹高校の世界史教諭・明成（故人）、母親は女優の順子。
罪
数ヶ月前に春日山高校へ転校してきたが、「ジョーカー様」の噂が流れ出す少し前から不登校になった。
幼い頃に家庭が崩壊し、それが深いトラウマとなって両親を憎んでいる一方、仲の良い家族の幻影を今でも引きずっている。
10年前の事件については、罪悪感から達哉が引き起こしたものと間違って思いこみ、達哉らを激しく憎んでいた。その歪んだ記憶を偽りの父に利用され、仮面党の一員として街に混乱を振りまき続けていたが、達哉たちによって救出された。
罰
春日山高校3年生。家庭環境は良好で両親も離婚していない。須藤竜也により空の科学館に呼び出され、事件に巻き込まれることになる。

ユッキー / 黛 ゆきの（まゆずみ ゆきの）
声 - 半場友恵（『罪』のみ）
アルカナ - 女帝
ペルソナ - ヴェスタ（付け替え可） → ドゥルガー
武器 - 飛び道具
女性 / 生年月日 - 4月9日 / 星座 - 牡羊座 / 身長 - 170cm / 体重 - 52kg / 血液型 - A型
前作から引き続き登場している、聖エルミン学園のOGである女性。
学校を卒業後は専門学校に進学し、カメラマンの藤井に弟子入りしている。バイト先のキスメット出版で舞耶とコンビを組んでいる。想いを寄せる師匠の藤井を追ってカメラマンになるか、自分を救ってくれた担任の冴子と同じく教師になるか、自身の能力の限界と向き合いながら密かに葛藤している。
なお、武器の飛び道具は本人によると常に持ち歩いているらしい。
罪
舞耶と共に取材に訪れた七姉妹学園で事件に巻き込まれ、以降は達哉たちと行動を共にするようになる。
過去の自分に似ている杏奈を何かと気にかけていたが、とある理由から淳と交代する形で離脱する。
罰
サブキャラクターとして登場し、エリーと同行した際の協力者である。
「クーレスト」の水野編集長により、強引に舞耶とのコンビを解消させられた。
中盤に藤井、ブラウンと共に舞耶たちがテレビ局の異変に閉じ込められた際に脱出する方法を教えた。

芹沢 うらら（せりざわ うらら）
声 - 金子哲子 （『罰』のみ）
アルカナ - 星
ペルソナ - カリスト（付け替え可） → アステリア
武器 - ナックル
女性 / 生年月日 - 11月30日 / 星座 - 射手座 / 身長 - 165cm / 体重 - 52kg / 血液型 - A型
舞耶のルームメイトで、高校時代からの親友。下着メーカーの営業社員。気性が激しい性格だが、家事全般や化粧に長け、様々な趣味を持っている。
様々な趣味を持ったりしているが、明確な意思を持たない自分に苛立ち追い詰められている状態にある。なお、舞耶によるとヘビースモーカーらしいが、喫煙シーンは無い。
結婚願望が強く、過去に結婚詐欺の被害に遭っている。騙した男をぶちのめすため、憂さ晴らしも兼ねてボクシングジムに通っている。
ちなみに、キャラのモデルは江角マキコ。
罪
仮面党の一員がかつて自分を騙した結婚詐欺師であると知り、ペルソナで追いかけていた。
隠していたのか、うららがペルソナ使いであることは舞耶ですら知らなかった模様。
罰
七姉妹学園で事件に巻き込まれたことをきっかけに舞耶や克哉らと共にJOKERにまつわる一連の事件を追うようになる。
自分の将来像を描けず、人生に何の目標も持てずに悩んでおり、心の拠り所を求めている。魅力があり周囲の人気の高い舞耶に内心嫉妬している。

周防 克哉（すおう かつや）
声 - 高田裕司 （『罰』のみ）
アルカナ - 正義
ペルソナ - ヘリオス（付け替え可） → ヒューペリオン
武器 - 銃
男性 / 生年月日 - 12月30日 / 星座 - 山羊座 / 身長 - 179cm / 体重 - 65kg / 血液型 - A型
主人公の兄。港南警察署刑事課に所属する若き刑事で、性格は生真面目で口うるさい。だが、家族に対する愛情は強い。
敏腕刑事として職務を重ね、若くして巡査部長にまで昇進した。汚職の罪を着せられ警察を退職した父の冤罪・汚名をそそぐため、自ら夢を捨てて警察官となった。
罪
素行の良くない達哉に対して辛辣な言葉を浴びせているが、一方で指名手配中の達哉を見て見ぬふりで見逃したり、達哉らが正義の味方だという噂が流れるとそれを密かに喜んだりしていた。
罰
JOKERによる連続殺人事件の捜査から外され、舞耶らと共に独自に事件を追うようになる。猫好きだが、猫アレルギーらしい。学生時代はパティシエになることを夢見ており、現在でもお菓子作りを趣味にしている。
達哉に対しては辛辣な態度を取っている一方、接し方がやや過保護な一面がある。性格が生真面目であるためか、時折天然ボケ的な言葉を発する。

パオフゥ / 嵯峨 薫（さが かおる）
声 - 中田譲治 （『罰』のみ）
アルカナ - 刑死者
ペルソナ - オデュッセウス（付け替え可） → プロメテウス
武器 - 指弾
男性 / 生年月日 - 6月13日 / 星座 - 双子座 / 身長 - 177cm / 体重 - 63kg / 血液型 - AB型
掲示板サイトを運営して街中の噂を集める謎の人物。
現在は長髪でサングラスを掛けているが、若い頃は短髪で眼鏡を掛けていた。
罪
噂屋の一人として登場。会話はチャットを通してのみ行われ直接出会う事は無いが、主人公の回想シーンで学生の頃の彼が登場する。
罰
台湾人を自称し、掲示板サイトを運営する傍ら盗聴バスターも生業にしている。斜に構えた酒好き・煙草好きの皮肉屋で、克哉に突っかかることが多い。
その正体は珠閒瑠地検の元検察官である。外務大臣・竜蔵の謀略により闇の世界に身を投じ、それ以来、竜蔵一味への報復だけを目的に生きている。

南条 圭（なんじょう けい）
声 - 森川智之 （『罰』のみ）
アルカナ - 法王
ペルソナ - アイゼンミョウオウ（付け替え可） → ヤマオカ
武器 - 両手剣
男性 / 生年月日 - 10月2日 / 星座 - 天秤座 / 身長 - 177cm / 体重 - 62kg / 血液型 - A型
前作から引き続き登場の聖エルミン学園を首席で卒業したOB。
相変わらず秀才であり、現在はオックスフォード大学に留学している。
卒業を機にバイクツーリングを始め、常にヘルメットと独特なデザインのライダースーツを身に着けている。
罪
一時帰国した際「神取が生きている」という噂を聞き、珠閒瑠市を訪れるが、噂の正体は髪型を変えて異母兄の神取に見間違えられたレイジであった。
罰
「神取が生きている」という噂の真偽を独自に調査しており、その過程でエリーと再会、やがて舞耶らと行動を共にするようになる。自分の使う剣術を「南条一刀流」と称している。終盤にて街を守ることから達哉と交代する形で離脱する。

エリー / 桐島 英理子（きりしま えりこ）
声 - 麻見順子 （『罰』のみ）
アルカナ - 審判
ペルソナ - ニケー（付け替え可） → ガブリエル
武器 - レイピア
女性 / 生年月日 - 9月21日 / 星座 - 乙女座 / 身長 - 164cm / 体重 - 不明 / 血液型 - O型
前作から引き続き登場の聖エルミン学園を卒業したOG。
卒業後は有名女子大に進学し、大学生活を送る傍らでファッション雑誌の人気モデルとして名を馳せている。
また、マキやアヤセとは今でも交流があり、たまに食事をしたりしている。
罪
キング・レオから出された謎かけを解くためにゆきのから連絡を受け、オカルトの知識を活かして達哉たちのサポートを行った。
罰
芸能界に広まるJOKER呪いについて調査している過程で南条と再会、やがて舞耶らと行動を共にするようになる。過去にストーカー被害に遭っており、強いトラウマを抱えている。前作の主人公に現在でも想いを寄せている。終盤にて街を守ることから達哉と交代する形で離脱する。

### サブキャラクター
ジョーカー
声 - 渋谷茂
罪のみ：「ジョーカー様」と呼ばれる儀式を行うことで現れると噂されている仮面の怪人。
彼に叶えたい夢を伝えることによって、その願望を叶えてくれるとされている。しかし、叶えたい夢を言えなかった場合は「影人間」にされ、人間としての存在を消されてしまう。
ラストバタリオン出現時、仮面党員に街を守るように命じたが、自らの意思で守る者、渋々従う者、断固拒否する者と分かれたため、あくまで象徴にすぎない人物だった。また、噂で生み出された存在故に噂に振り回される性質があり、巷に流れる噂によって行動が変化する。
その正体は、黒須 淳である。正体を明かした以降の動向については#メインキャラクターの説で記述する。
JOKER  / 須藤 竜也（すどう たつや）
声 - 中尾隆聖
罰のみ：「JOKER呪い（ジョーカーまじない）」と呼ばれる儀式を行う事で、望みの相手を殺してくれると噂される謎の存在。ジョーカーを模した紙袋の仮面をかぶっている。
序盤では須藤がJOKERを名乗っていたが、噂が現実化する現象の効果により次第に人間の邪心から生じた「穢れ」の集合体（ペルソナの亜種のようなもの）がJOKERと呼ばれるようになっていった。オールドメイドと呼ばれる特殊スキルにより、他者に憑依することが可能。また、穢れを重ねることで肥大化していき、最後にはサマエルのような姿となった。
PSP版のアディショナルシナリオにおいては達哉の罪によって生まれたと語られ、達哉の必殺技であるノヴァサイザーが使えるようになっている。
キング・レオ / 須藤 竜也（すどう たつや）
声 - 中尾隆聖
七姉妹学園のOB。劣悪な家庭環境から精神を病んでおり、「星の魔人・ツィツィミトルからの謎の電波」と称する幻聴に従い犯罪を繰り返してきた。主人公と名前が似ている。
罪：仮面党四天王の一人であるキング・レオとして登場。現実に迷う若者を仮面党員としている。部下からは「導師（グル）」と呼ばれている。ジョーカーの命に従い、珠閒瑠市各地でテロを起こす。10年前にはアラヤ神社で放火事件を起こし、偶然居合わせた達哉と舞耶を巻き込んでいる。この際、偶然ペルソナを発動させた達哉に顔を焼かれており、後に再会した二人を目の敵にすることになる。
罰：度重なる犯罪行為を父・竜蔵に疎んじられ、蝸牛山の森本病院に監禁される。ある人物にそそのかされ、噂の力によって病院を脱出、瞬間移動・悪魔使役などの特殊能力を使って「JOKER呪い」の下手人として暗躍した。『罰』の世界が正しくないと世間に伝えるため、『罪』世界の歴史に倣い爆弾テロを画策する。結果として、おおむね『罪』世界での顛末をなぞることとなる。さらに、毛嫌いした揚句マフィアをけしかけてきた父親にその行動を利用されていた。
レイディ・スコルピオン / 吉栄 杏奈（よしざか あんな）
声 - 渡辺久美子 （『罪』のみ）
七姉妹学園の3年生。将来を期待された陸上選手だったが、大怪我により選手生命を断たれてしまう。
罪：仮面党四天王の一人であるレイディ・スコルピオンとして登場。夢を諦めたものたちを仮面党員としている。怪我で目標を失ってからは無気力となり、自暴自棄な生活を送っていた。ジョーカーにすら「何もせず破滅の時を待ちたい」と投げやりな願いを語っている。選択次第では、敵として立ちふさがる。
罰：非行に走っているような描写はあるが、『罪』ほど荒れてはいない。『罰』世界の達哉を理解する数少ない人物。達哉とは下の名前で呼び合う。
プリンス・トーラス / 佐々木 銀次（ささき ぎんじ）
声 - 速水奨
音楽プロデューサーの男性。元々は一発屋で終わったアーティストだったが、噂の力を利用し敏腕プロデューサーとして返り咲く。
罪：仮面党四天王の一人であるプリンス・トーラスとして登場。芸能人を目指すものたちを仮面党員としている。リサとその友人をアイドルグループ「muses」のメンバーとして抜擢、仮面党の計画に利用しようと企む。
仮面党四幹部の中で、杏奈を除いて最後まで生き残るもあっけなく死亡する。
罰：新世塾に操られ、人々の穢れを集めて回る。音楽活動をしている姿はあまり見られないが、「muses」のプロデュースは『罰』世界でも行い、ワンロン占いによって成功している。JSMの影響で無闇にハイテンションな性格となっており、この時の目はかなり常軌を逸している。ゲーム中で遭遇する限りでは、最後のJOKER使い。
クイーン・アクエリアス / 黒須 純子（くろす じゅんこ）
声 - 土井美加（『罪』のみ）
淳の母であるベテラン女優。モデルは山咲千里。
罪：仮面党四天王の一人であるクイーン・アクエリアスとして登場。大人を主に仮面党員としている。家庭に対する不満から酒と愛人に溺れてしまうが、「ジョーカー様」の力により全盛期の美貌を手に入れた。
ジョーカーが実の息子だとは知らずに仮面党員となるが、その正体を知って驚愕し、最後はジョーカー（淳）をかばって聖槍騎士団に刺殺される。しかし、それだけでは足らず、淳の心を傷つけるためにニャルラトホテプにその魂を囚われてしまう。最期には淳の幸せを願っていた。なお、淳はこの時までクイーンが自分の母だとは全く気付いていなかった。
罰：仕事と家庭の両方で成功を収める。しかし、アイドルグループの美貌に嫉妬しており、それが原因でJOKER使いとなってしまう。なお、罰のファンディスクではブラウンと共にバラエティー番組の司会を務めている。
イシュキック / 星 あかり（ほし あかり）
声 - 橘ひかり（『罪』のみ）
罪：オカルト好きな少女。オカルトに没頭するうち、自分が太古の戦士の生まれ変わりだと思い込むようになり、「ジョーカー様」の力で妄想を現実に変えてしまう。キング・レオ配下のペルソナ使いとして達哉らと敵対するが、火に囲まれ危うい所を舞耶に救われて改心する。
罰：妄想気味のコスプレ少女として、メッセンジャーに近い扱いで登場する。
ハンニャ / 反谷 孝志（はんや たかし）
声 - 長嶝高士（『罪』のみ）
七姉妹学園の校長。エルミン学園から転勤してきた。
自由な校風を嫌い厳しい校則を敷くも、「ジョーカー様」の力によって高い支持を受けている。ただし、この洗脳効果はペルソナ使いには効かない模様。
実は仮面党の配下で、ジョーカーに命ぜられ達哉を監視していた。終盤、撃破後の選択肢によっては人柄が激変して再登場する。その様は淳に「本当に夢を叶えた数少ない人物」と言われた。
『罰』では、問題校長として疎んじられている。序盤で「JOKER呪い」の標的となり死亡する。
橿原 明成（かしはら あきなり）
七姉妹学園に勤める世界史教師である淳の父。モデルは岩城滉一。
罪：熱心なオカルト研究者で、事件の核心に関わる奇書「イン・ラケチ」を執筆した。10年前に学園の時計台で事故死している。夫婦仲のこじれから精神的に疲れており、その反動でよりオカルトに傾倒していった。挙句の果てには息子から「人前に出したくない」、達哉たちへの紹介時に「父親ではなくおじさん」という扱いを受けてしまう。死後はニャルラトホテプに魂を囚われ、淳に対して己の過去を懺悔することになる。なお、淳はニャルラトホテプの演じる「偽橿原」を父と信じていたため、10年前に父が死亡していたことを知らなかった。
「偽橿原」は10年前、達哉たちの間で流れた噂によって生み出されたもう一人の橿原。淳に偽りの記憶と悪しき企みを吹き込み、破滅への道を歩ませた張本人である。
罰：死亡事故は発生しておらず、オカルト好きである事を除き人物像は「少し風変わりな先生」程度となっており、優しくて生徒に慕われている。ただし、オカルトが絡むと相当饒舌になる。イン・ラケチはすでに書いているらしいので、須藤とも繋がりがある。なお、克哉の高校時代の担任であった。
岡村 真夜（おかむら まや）
七姉妹学園に勤める日本史教師で、リサの担任でもある。
イデアルエナジーなど非科学的な物に傾倒し、生徒からはイデアル先生と呼ばれている。舞耶と似た名前を持つ。
罪：橿原に対し妄信に近い感情を抱いており、彼の研究を裏付ける事柄を前にすると、分別が付かなくなることも。また、彼女はある理由から、純子に激しい嫉妬心を抱いている。
当初は橿原の「託宣を成就させてはならない」という言葉を守るために行動していたが、イン・ラケチが真実だと噂されていくとその思考はむしろ橿原の説を証明すること一点に収束していった。
罰：『罪』世界と比べ、性格は軟化している。橿原をどう思っているかは不明である。
須藤 竜蔵（すどう たつぞう）
罪：名前のみ登場。地元有力者で息子の放火事件を権力でもみ消し、周防兄弟の父が失職する要因を作った。
罰：竜也の父で、現職外務大臣。新世塾の中心となる人物。利己的な性格で、保身の為ならば犯罪も辞さない冷血漢だが、世間ではクリーンな政治家として支持されている。
実は現在の立場に君臨するために御前から教わった言霊（噂の現実化）の力を利用している。
島津（しまづ）
声 - 幸野善之
罰のみ：新世塾幹部の一人で、警察庁キャリア。JOKER殺人事件の指揮を執り、間違っても捕捉されたりしないように見当違いな捜査方針を立てている。JOKERに支配された人間を回収していた。事件の真相に口を挟んでくる克哉を鬱陶しく感じている。
富樫（とがし）
罰のみ：港南署署長。周防兄弟の父とは同僚で、共に須藤の事件を追っていたが、竜蔵の圧力に屈し周防兄弟の父に冤罪を着せる。それを悔い、「スニーク（卑怯者）」を名乗り克哉に新世塾の情報をリークした。
云豹（ユンパオ）
罰のみ：竜蔵に雇われた台湾マフィアの殺し屋。5年前、竜蔵の汚職を追っていたパオフゥと美樹を襲撃する。この際、パオフゥはペルソナの発動で自分だけ助かっており、それ以来ペルソナを「制御できない厄介な力」として嫌っている。
竜蔵と組んでいるのは弟を人質に取られているらしいが、最終的に弟がどうなったかは不明。
神取 鷹久（かんどり たかひさ）
声 - 小杉十郎太
罰のみ：新世塾幹部の一人。かつて「セベク・スキャンダル」を引き起こした張本人。ペルソナの知識（人工的なペルソナの付与）を欲した竜蔵により、噂の力で復活させられた。表向きは竜蔵の秘書とされており、「神条 久鷹（かみじょう ひさたか）」という偽名を使っている。また、ほぼ目的通りの機能を持たせて完成した「プチ・デヴァシステム」という転送装置ももたらしている。
ニャルラトホテプに魅入られたものの業なのか、サングラスの下には眼球はなく真っ暗な眼窩があるだけである。
新世塾が傾倒している者の実態を既に理解しており、それをあえて飲み込み舞耶らと敵対する。PSP版で追加されたシナリオでは達哉と一対一で戦闘するシーンもある。
石神 千鶴（いしがみ ちづる）
声 - 大塚瑞恵
罰のみ：新世塾幹部の一人で、澄丸清忠に仕えた陰陽師の末裔。式神や結界など様々な術を操ることができる。元派遣社員で竜蔵の愛人。巷で流行しているワンロン占いの創始者で、「ワンロン千鶴（ワンロンちづる）」として様々なメディアに取り上げられている。強い霊能力を忌避され、迫害を受けていたが、竜蔵の誘いを受け、社会の穢れを取ることを使命と考える。神取に思いを寄せている。
珠閒瑠テレビでの戦闘では偽者のため、HPが1と簡単に倒せてしまうが、式神がいるため簡単ではない。
菅原（すがわら）
罰のみ：新世塾幹部の一人で、陸上自衛隊師団長。不治で悪性の重い病に冒されており、不老不死という報酬を提示され竜蔵に協力する。新世塾の理念を認めているわけではなく、心の中では竜蔵を軽蔑している。後に不老不死で再生力の高いという肉体を手に入れるが「菅原だったもの」の名から分かる通り、人外の形容しがたい姿へと成り果て暴走の果てに倒された。
御前（ごぜん）
罰のみ：かつての珠閒瑠の地の武将・清忠の首のミイラ。無関係の人から見ればただのミイラだが、竜蔵らは啓示を受けることができ、行動の指針としている。その正体はニャルラトホテプの眷属であり、彼らが受ける啓示も所詮ニャルラトホテプからの「破滅への誘い」にすぎない。かつてこのミイラを掘り出した現・新世塾幹部にのみその声が聞こえるようになっており、菅原や富樫にはその声は聞こえていなかった。
舞姫と辰之進と純之助の手で葬られたという伝説は現在も噂として機能おり、三者をペルソナとして召喚させ、合体魔法「天誅殺」を御前に向けて発動すると、一発で倒せる。
フィレモン
声 - 山野井仁（『罰』のみ）
意識と無意識の狭間に住まう、自我の導き手。蝶をかたどった仮面をつけ、顔を隠している。その仮面の下は様々で、見る人間によって変化する。元ネタは心理学者カール・グスタフ・ユングが自身の夢に現れた老賢者に与えた名。前作同様に主人公達の前に現われ、助言を行っている。『罰』のエクストラダンジョンではボスとして立ちはだかる。
グレートファーザー
『罪』におけるラストボス。それぞれの父の怨念が合体した存在。
ニャルラトホテプ
声 - 山野井仁
『罰』におけるラストボス。10年も前に「噂が現実化する」異界化を行っていた、全ての黒幕である「這い寄る混沌」。フィレモンと対をなす存在であり、集合的無意識におけるダークサイドの化身。心弱きものを奈落に引きずり込み、全てを破滅させるために行動する。あくまで見守ることを主とするフィレモンとは異なり、様々な形で人類に干渉する。
「千の顔を持つ者」の異名にふさわしく、噂によって生み出された存在は全て彼の分身である。偽橿原、ヒトラー、聖槍騎士団、御前などがそれである（一応味方的位置づけである時間城伯爵も含まれる）。
彼のもたらす「噂が現実化する」現象の影響度・範囲は凄まじく、珠閒瑠で流れた噂であれば地球丸ごとはおろか天体現象さえも干渉範囲であり、人格や行動などにも影響し基本的に抗うことはできない。『罪』世界で須藤を通じてもたらした啓示「イン・ラケチ」の予言の最後には、「そして、刻は繰り返す。」とあり、実は達哉たちがリセットを行うことも予想済みであったことが示唆されている。これはフィレモンも予想外であり、後手に回る羽目となった。

### その他のキャラクター
イゴール
声 - 青野武（ドラマCD版）
ベルベットルームを管理するフィレモンの従者。イビルホンを使用し、ペルソナを生成する。
ベラドンナ
ベルベットルームに住まう歌手の女性。耳を封じ、心の音を奏で歌声で主人公たちを導く。
ナナシ
声 - 龍谷修武（ドラマCD版）
ベルベットルームに住まうピアニスト。目を包帯で封じ、音という真実で主人公たちを導く。
悪魔絵師
ベルベットルームに住まう画家。あらゆる種類のタロットカードを創り出せるが、愚者だけは描く事ができず、彼の目標となっている。
元は悪魔の絵を専門に扱うアーティストだったが、ある日キャンパスに青い扉を描き、世間から消えた。モデルは金子一馬。
トリッシュ
ダンジョンで回復の泉を経営する妖精。相変わらず法外な代金を請求してくる。
『罰』では噂操作によりアイスクリームの販売を始めるが、当然価格は他の飲食店と比べ遥かに高い。続編『ペルソナ3』では同名のTVレポーターが登場している。
轟 大助（とどろき だいすけ）
「葛葉探偵事務所」の所長。噂操作を行ってくれる。モデルは中尾彬。
白髪でヒゲをたくわえ、メガネをしている中年の太ったおっさん。以前は三流探偵だったが、人が変わったように優秀な探偵と言われるようになった。実は『真・女神転生デビルサマナー』に登場した葛葉キョウジの魂が憑依している。
『罪』の世界では10年前にある人物が事故死する要因を作ってしまった。
たまきちゃん / 内田 たまき（うちだ たまき）
『真・女神転生if...』の女性主人公。轟所長の助手で、聖エルミン学園OG。
懸賞の応募を代行してくれる。『デビルサマナー』に登場するレイの服装をしており、高校生の時に悪魔召喚師として覚醒している。モデルは内田有紀。
ただしくん
轟所長の助手で、薬局チェーン「サトミタダシ」の一人息子。聖エルミン学園OBで、学生時代からたまきちゃんと交際している。
『デビルサマナー』に登場するキョウジの服装をしている。モデルは里見直。『罰』では行方不明になっており、たまきちゃんとの会話で名前だけ語られる。
ネコマタ
罰のみ：たまきちゃんの仲魔。募金を要求してくる招き猫の声の主である。トイレに住み着き、悪魔たちの噂を提供する。
なお、ネコマタから聞いた噂を流してもらうには招き猫で累計10万円入れるかマンサーチャーを行う必要がある。
おばちゃん
罪：「ラーメンしらいし」の店主。バナナチャーシューやあんこギョーザのように甘いものを組み合わせたメニューも作っているが、物によっては毒状態になるほどまずい。スパイやら石油王第三夫人やら若い頃の怪しい話をするのが趣味で、話のひとつが噂となり武器の横流しを行うようになる。たまきちゃん同様になぜか彼女もレイの服装や髪型をしている。モデルはアトラス第一開発デザインの白石恵。
罰：ラーメン屋は酔っぱらい運転のトラックに突っ込まれて廃業、居酒屋「赤提灯しらいし」として再出発する。怪しい話が好きなのは『罪』世界と同様で、噂によってマンサーチャー業を行うようになる。
サトミ七姉妹
薬局チェーン「サトミタダシ」を経営する姉妹。5人が登場する。
洗脳ソングで客をサトミタダシの常連にするのが狙いで、各店舗、曲調が違うアレンジ版が流れている。彼女らの情報網は壮絶で、ただしくんの電車内での表情まで把握できているとのこと。なお、ただしくんは七姉妹の三女の息子であるらしい。
また、店内で流れている音楽は一部の店舗のみ『罪』と『罰』で曲調が違うものになっている。
トクさん
噂屋として活動するホームレスの男性。かつては某大学医学部の助教授だったが、人間関係に嫌気が指し自由人となる。本丸公園を根城としていたが、『罰』では工事で追い出されたことからしらいしにいる。
トロ / 横内 健太（よこうち けんた）
聖エルミン学園OB。卒業後は営業職に就き、ペルソナの特殊能力を活かし敏腕セールスマンとして成功を収めた。
仕事を早めに終わらせ、がってん寿司でたらふく食事をするのが日課となっている。なお、彼がペルソナ絡みで騒動を起こすのは『女神異聞録ペルソナ』の「雪の女王編」のみだが、南条からはその暴走に立ち会ったという話を聞く事ができる。
チカリン / 上田 知香（うえだ ちか）
七姉妹学園1年生。新聞部の部員。噂屋として活動している。情報収集力はすさまじく、ハナジーも一目置いている。
罪・罰ともにピースダイナーで出会うことができる。モデルは篠原ともえ。
珠閒瑠ジプシー / 珠閒瑠ジニー
罪：港南区に店を構える占い師で、噂屋としても活動している。タロットカードと水晶玉を使った独特の占いを行い、良く当たると噂になっている。夜は「アニタ」という名前でニューハーフパブで働いている。
罰：「珠閒瑠ジニー」の名で占いの館を経営しているが、ワンロン占いの流行により「まるで当たらない占い師」と噂され、落ちぶれている。「ワンロン占いをするようになった」という噂を流すと、ワンロン占いをしてくれるようになり、経験値増加などの効果を得られるようになる。
三科 寛吉（みしな かんきち）
声 - 丸山詠二（『罪』のみ）
「がってん寿司」店主で、栄吉の父。栄吉いわく「柔道・空手・カポエラ合わせて18段」という武道家。
だが実際はそろばんの級ぐらいしか持っておらず、客が喧嘩した際には店の奥でガタガタ震えていたらしい。
口笛店主
ミリタリーショップ「東亜ディフェンス」店主。
基本は無愛想で接客態度も悪いが、稀に心優しい一面を見せる。息子がおり、同じく無愛想。
Mr.富
「富永カイロプラクティック」整体師。
本場アメリカ仕込み、という点に強いこだわりを持つ。「直せぬ病が無い」という宣伝文句を鵜呑みにした老人たちから噂が広まり、回復屋となる。
伯爵
空き店舗に一夜にして現われたという、謎のアンティークショップ「時間城」店主。
実はある人物の化身のひとつだが、他とは存在意義を異にする。『罪』では武器屋の一角、『罰』ではカードの販売と複製を担当する。
マヌカン
「ロサ・カンディータ」店主。前作に出てきた同店のチェーン店。双子で2人とも別店舗で勤務している。
取り扱っている商品が独創的なデザインであるため一部には「ぶっとんだセンス」と称されている。
香さん
アロマセラピーショップ「kaori」店主。夫婦で店を経営していたが、夫を事故で失い、独りで店を切り盛りしている。
彼女の性格からか、アロマテラピーで体力が回復するという噂が広まった。また、罰においては新たに噂を流すことで任意のアルカナの悪魔との遭遇率を操作するアロマテラピーも行えるようになる。
トニー
露天「トニーズショップ」を経営する、怪しげな外国人。
よく女子高生相手に強引にアクセサリーを売りつけている。そのため評判は芳しくなく、マフィアの武器商人やら女性を拉致して海外に売り飛ばすやらの噂が広まった。
アルバイター
ファーストフード店「ピースダイナー」で働く少女。時代劇が大好きで、それが誇張されて噂となり「〜でござる」口調になってしまう。
あんちゃん
日焼けサロン「ビキニライン」店員。客をナンパしたり、出任せばかり言うことで有名。
日焼けで体力が回復するという彼の出任せ話が女子高生らに噂として広まり、回復施設となった。
せりーぬ・田崎
夢崎区CDショップ「ギガ・マッチョ」店員。キャバクラなど職を転々とし今の職に落ち着いた。
「にょ」などの特徴的な語尾を使う。婚活に必死で、目標は一戸建て。自宅では2人の居候と熱帯魚と2匹のフェレットがいる。
店長
ゲームセンター「ムー大陸」店長。葉巻をくわえ、愚痴を言いながら店頭に立っている。
実は子供好きで、店に訪れる子供たちに菓子を配っている。その一方で、子供たちにギャンブルの厳しさを突きつける事も。
黎子さん
「柊サイコセラピー」カウンセラー。あらゆる心理療法をマスターしている。
童話をイメージした独自の催眠イメージ療法を得意とし、彼女とのカウンセリングで癒された人々により、噂が広まった。
やる気のないボーイ
ネットカフェ「ダブル・スラッシュ」店員。やる気がなく全て投げやりだが、実は魔王を倒す勇者になりたいという夢がある。
マスター
喫茶店「ジョリー・ロジャー」店主。元サルベージ船船長。
自らを7つの海をかける冒険家とし、店内も海賊船を意識した作りにされている。『罰』では、噂屋としても活動している。
ギャルソン副島
フレンチレストラン「クレール・ド・リュンヌ」給仕。かつて食あたりした牡蠣が苦手。モデルは副島成記。
ゴロツキが店内で暴れた際に、テーブルナイフとフォークで立ち回り「丁重にお帰り頂いた」という武勇伝から「地獄のギャルソン」と呼ばれる。現在ではあだ名だけが一人歩きし、フランス外人部隊の出身などと噂されている。舞耶とは、くさやが苦手だと知っている程度には面識がある。
過去には『デビルサマナー ソウルハッカーズ』の村正と同じレストランで働いていた。
エステティシャン
エステティックサロン「エテーリア」の従業員。錬金術を応用したエーテルエステを売りにしており、美容効果だけでなく、怪我や病気も治ると噂されている。
マヌカン
罪のみ：「アニマ・ムンディ」の従業員。美大を卒業したばかりの女性店員で、副業で同人漫画家をしている。彼女のイラストから服装が防具という噂が広まった。達哉のような年下の美男子を見るといじめて欲しくなる変人で、リサに対し嫉妬している。
テイラー
罪のみ：仕立て屋「倫敦屋」店主。本場イギリス仕込みの仕立てが自慢で、皇室御用達の看板を頂いた経歴もある。現在は仕立ては息子に譲るも接客は自ら行う。座右の銘は「鎧からウエディングドレスまで仕立て上げます」。
マスター
罰のみ：バー「パラベラム」の店主。パオフゥが流した噂によって、武器の販売を始める。扱うカクテルすべてに銃器関連の名前をつけるほどのガンマニア。
ジュエリーデザイナー
罰のみ：貴金属店「パパラチャ」のデザイナー。あらゆる鉱物の精錬、加工技術を有し、噂によって武器や防具の作成まで行うようになった。
噂好きのバーテン
罰のみ：高級バー「エボニー」のバーテンを務める女性。噂屋としても活動する。アメノトリフネの浮上によって店を失う。
サラーム・ラディーン
罰のみ：「エボニー」の常連客で、中東の金持ち。かつて神の言葉を信じ金鉱を掘り当て、一代にして億万長者に。慈善事業で世界を駆け回る反面、女性を口説き部屋に連れ込もうとする。噂を流すことで地図コレクターになり、ダンジョンを歩き回って地図を埋めればカードセットをくれる。PS版ではFOOLを正規の方法以外で手に入れる唯一の手段である。PSP版ではアディショナルシナリオでも入手可能。
ミツギ モトコ
罪（PSP版）のみ：珠閒瑠クライマックスシアターのガイドを務める女性。頭に立体メガネを載せ、映画のフィルムを模した衣装を着用している。クエストを一定回数こなしランクを上げていくと、それに伴って彼女のセリフも変化していく。
高見 冴子（たかみ さえこ）
七姉妹学園に勤める教師で、主人公の担任。1年前に聖エルミン学園から転任してきた。親からの結婚の催促より吉栄と周防の将来を案じている。ラスト・バタリオンに学園が襲撃された折には、援軍の到来まで単身生徒たちを守り続けた。
華小路 雅（はなのこうじ みやび）
七姉妹学園2年生。新聞部の部長を勤めるスマートな少女。
罪：授業中に転んで鼻血を出した事から「ハナジー」と呼ばれる。栄吉の子分・ケンたちが達哉との決闘を仕組んだ際に誘拐（食べ物で釣った）され、ジョーカー事件に巻き込まれる。
栄吉とは小学校の同級生。いじめっ子にからかわれた際に栄吉を傷つける発言をしてしまい、その罪滅ぼしにと太ってしまう。
罰：『罪』世界での確執がすべて無かった事にされており、栄吉とも良好な関係を築いている。
柴田 麻美（しばた あさみ）
リサのクラスメイト。「あさっち」と呼ばれており、お姉さん肌で友達思いな性格。料理も得意。将来はジャズシンガーになりたいと思っている。
荻嶋 未歩（おぎしま みほ）
リサのクラスメイト。「みーぽ」と呼ばれており、成績は良くないが運動神経は良く、食欲旺盛である。ある俳優の大ファンでアイドルになる夢を持つ。
ノリコ / 片山 典子（かたやま のりこ）
声 - 水橋かおり（『罰』のみ）
七姉妹学園2年生。陸上部所属。先輩部員の杏奈に憧れており、復帰を願い説得を続ける。
『罰』では、公然と杏奈を中傷したハンニャ校長や杏奈のひき逃げ犯に憤慨し「JOKER呪い」を行う。後に噂によってJOKERに支配され云豹一味に拉致されるが、後に舞耶たちに助けられて改心する。
ヘッド / 杉本 浩樹（すぎもと ひろき）
声 - 山田義暒
春日山高校2年生。卑劣な性格で、弱い者いじめが好き。それが原因で中学時代に栄吉にシメられ、付き合っていた彼女の前でパンツを脱がされるという仕打ちを受けた。
罪：栄吉に復讐するため「カス校のヘッドは番長よりも強い」という噂を流すが、栄吉が番長を廃業したことで噂を無効化されて逆転される。選択次第では、戦闘になる。
罰：「JOKER呪い」を利用して栄吉を始末しようとするが失敗、噂によってJOKERに支配されてしまう。のちに新世塾に捕らえられて悪魔化され、最終的にどうなったか不明だが、同様の症状である詩織はイゴールには救出不可能だった。
井上 康夫（いのうえ やすお）
声 - 北島淳司（『罪』のみ）
春日山高校2年生。気弱な性格で、極度の緊張から高校受験に失敗し、やむなくカス高に入学した。
罪：ジョーカーに力を貰い、敏腕生徒会長として七姉妹学園の学園祭を失敗へ追いやり、自校の学園祭を成功に導こうとする。
罰：生徒会長でもなんでもない普通の生徒として登場。夢や希望を持ってはいるが、その性格が災いして何も行動を起こせず、悶々とした生活を過ごしている。
ケン
春日山高校2年生。栄吉の舎弟。かつて12人の不良連中にからまれた際、栄吉に助けられる。将来の夢はプロボクサーで、リング入場曲を栄吉に歌ってもらうのが夢。
栄吉のバンドに七姉妹学園で有名な達哉を加入させるため、ハナジーを利用して呼びつけた。
ジョーカーを呼び出すも、驚きのあまり夢を告げることができずに他の二人と共に影人間にされた。
ショーゴ
春日山高校2年生。栄吉の舎弟。クラスでいじめられていた所を栄吉に助けられる。将来の夢はがってん寿司を継ぐこと。
タケシ
春日山高校2年生。栄吉の舎弟。貧乏でバイト代を不良にカツアゲされかかった所を栄吉に助けられる。
将来の夢は医者になること。金持ちになって母に楽をさせたいと考えている。なお、母は貧乏を乗り越えるために「ジョーカー様」を行っていた。
藤井 俊介（ふじい しゅんすけ）
フリーのカメラマン。気さくな性格で舞耶を「マッキー」、ゆきのを「ユッキー」と呼んでいる。
ゆきのから好意を抱かれており、また自分もゆきのに好意を抱いているが、ゆきのの人生を縛りたくないと考え、あえて気付かない振りをしている。
牧村 洋一（まきむら よういち）
結婚詐欺師。爽やかな顔立ちと口車で女を騙すのが得意。うららも彼の被害に遭っている。元々はブサイクで女に貢いでばかりいた。モデルは羽賀研二。
罪：ジョーカーに力を貰い、上記のような色男になった。クイーン・アクエリアス配下のペルソナ使いとして、キング・レオが仕掛けた起爆装置を探す達哉一行を迎撃すべく、夢崎区のスポーツジムで待ち構えていた。
罰：達哉たちがそのことを知らないせいか元々この顔で登場。こちら側でも相変わらず結婚詐欺を繰り返していたが、うららのJOKER化と舞耶のデジャヴュにより年貢の納め時となる。
園村 麻希（そのむら まき）
聖エルミン学園OG。国立大学の心理学科に所属。かつての経験を生かし「柊サイコセラピー」にて助手を務める。
ブラウン / 上杉 秀彦（うえすぎ ひでひこ）
聖エルミン学園OB。「ブラウン」を芸名にして芸能デビュー、ルックスの良さと寒いオヤジギャグのミスマッチで人気を博している。
城戸 玲司（きど れいじ）
聖エルミン学園OB。高校卒業後は営業職に就くが、ぶっきらぼうな性格が災いし仕事はうまくいかず、同じ会社で働くトロからも半ば諦観されている。
現在、2歳年上の母親似の女性と交際中。リサ曰く、裸番長と言われ、そのグローブは伝説となっている。
スティーブン・シルバーマン
罪のみ：リサの父親で、日本びいきのアメリカ人。外資系貿易会社の取締役専務であり、職場では滑らかな英語を使うが、家では一切英語を使わない。妻と共に普段は着物を着こんでいる。アメリカ海軍特殊部隊に属した過去を持ち、ラスト・バタリオンが攻め寄せた際に軽く倒している。モデルはスティーブン・セガール。『罪』では、彼の家が懸賞の郵送先となる。
住職
罪のみ：「豪傑寺」の住職。古流武術の達人で、小坊主を連れよく木から木へ山猿のように飛び移っている。その人間離れした姿が、ある悪魔の噂元になった。藤井俊介と親交があり、彼を息子のように思っている。
ヒトラー
罪のみ：噂により出現したラスト・バタリオン総帥。当然アドルフ・ヒトラー本人ではなく、ある人物の化身のひとつに過ぎない。
オリジナルのロンギヌスをふるい、ロンギヌス1（アインス）が持っているアイテム「スピリットリヴ」を使わない限り解除されないペルソナ封じを仕掛けてくる。実はこのロンギヌスの槍には「刺されたら止めどなく血と水が溢れだし続ける」という噂の力が宿っており、戦闘中ではその効果を発揮しないものの、急所に受けるとペルソナによる治癒すら効かず確実に致命傷となる。
聖槍騎士団「ロンギヌス13」
罪のみ：ラストバタリオンに所属するパワードスーツ部隊。ロンギヌスの複製品を装備しており、ペルソナを封じる攻撃を仕掛けてくる。声や性能に多少の際があり、男性や女性などもいるが全てヒトラー同様化身の一つである。なお、おそらく隊長であるロンギヌス1のみ白い機体となっている。
流星野郎（りゅうせいやろう）
人気ラジオ番組「流星野郎のSOUND MAX」のパーソナリティー。某ゲームメーカー広報営業をクビになり、心機一転と入ったラジオ業界で大成功。現在はラジオ番組2本以外に、テレビのナレーションやイベント司会など多忙な日々を送る。モデルは相原誠吾。『罰』では、隠しモードにて登場する。
水野（みずの）
罰のみ：「クーレスト」の編集部長。発行部数を伸ばす事しか頭に無く、方針の違いから舞耶とは頻繁に衝突している。しかし、疎んでいるだけというわけではないのか、JOKERの取材に出たきり帰ってこない舞耶のことをワンロン千鶴に占ってもらったり、「男にだまされないように」と忠告したりしている。
松岡（まつおか）
罰のみ：南条家の執事・山岡の死後、南条のお目付役になった男。山岡と違い、南条個人よりも会社の意向を重んじた言動をとる。ただし、南条を一方的に否定しているわけではなく、それなりの信頼関係はあるらしい。
ストーカー / 桑原 真（くわはら まこと）
声 - 鈴木勝美
罰のみ：エリーに対し、ストーカー行為を働いていた男。ストーキングの末にエリーの自宅に上がり込む暴挙を働き、ペルソナ能力で散々に打ちのめされる。それ以降、2度とエリーに近寄らないことを誓い、ストーカーから足を洗う。しかし、その恐怖はエリーの心に深く刻まれており、千鶴に利用されることになる。
浅井 美樹（あさい みき）
罰のみ：パオフゥが検察官として働いていた頃、助手を務めた検察事務官。竜蔵の不正を暴こうとするも、云豹らの襲撃を受け死亡する。
澄丸 清忠（すまる きよただ）
罰のみ：戦国時代に、現在の珠閒瑠市一帯を支配していた暴君。望龍術を悪用し天下統一を狙うも、辰之進の謀反に阻まれ死亡した。その遺体は即身仏にされた。
20年前の珠閒瑠市地下鉄計画の際に発掘され、「御前」として竜蔵らに語りかける（ただし、本当に清忠が啓示を与えたわけではない）。以来、新世塾において御神体として狂信的に信仰を受ける。
なお、本丸公園は清忠の居城・珠閒瑠城跡である。
周防 辰之進（すおう たつのしん）
罰のみ：清忠の家臣。清忠の暴政に謀反を起こす。周防兄弟の先祖とされている。条件を満たす事で、ペルソナとして使用できる。
天野 舞姫（あまの まいひめ）
罰のみ：清忠分家の姫君。辰之進と共に謀反を起こす。舞耶の先祖とされている。条件を満たす事で、ペルソナとして使用できる。
「本丸公園でデートするとカップルが破局する」という噂は、辰之進と舞姫の伝承が基になっている。ある人物から聞ける話によると、辰之進をかばい清忠に胸を刺されて死んだらしい。
黒田 純之介（くろだ じゅんのすけ）
罰のみ：辰之進に仕える忍者。条件を満たす事で、ペルソナとして使用できる。辰之進と舞姫の子供を連れて脱出し、出家後は豪傑寺に伝わる武術の始祖となり、住職はその子孫である。
X-1
罰のみ：陸上自衛隊が開発した対ペルソナ兵器。能力は『罪』の聖槍騎士団と酷似し、「ムラマサコピー」によってペルソナ能力を封じにくる。
正確な兵器分類は「人型戦車」。駆動系を制御するために人間の脊髄を移植しているという非人道兵器である。
潜水艦のような外見と機能を持つ上位機種「X-2」、PSP版のアディショナルシナリオに登場するプロトタイプの「X-0」がある。
ピアスの少年
罰のみ：前作の主人公。南条とエリーの回想シーンにのみ登場し、再会する約束をしている。クリア後、顔こそ見せないが再会する。
宮代 詩織（みやしろ しおり）
罰（PSP版）のみ：港南警察署の少年課に所属する女性。階級は巡査。十年前に弟の拓也が殺され、独自に竜也ことJOKERを追う。JOKERと遭遇しようとするも危機に陥ったところで達哉と出会い、関わりを持つ。
ある理由で達哉と契約を結び、自宅に戻れない彼に寝床を提供していたが、JOKER呪いを行っていたためJOKERと化してしまい、新世塾に囚われ悪魔化させられる。その後、達哉によって救出されてイゴールの下に預けられ、達哉たちは普遍的無意識に散逸した彼女の意識を探しに行くことになる。
中村 浩次（なかむら こうじ）
罰（PSP版）のみ：クラブ・ゾディアックのバイト店員。面倒ごとを避けようと店にやってきた詩織を適当にあしらおうとするが、クラブの風営法違反を指摘され、渋々VIPフロアへの通路を通す。
中年のガードマン
罰（PSP版）のみ：周防兄弟の父親。港南署の刑事だったが、竜蔵の脅迫に屈し謂れのない濡れ衣を着せられて失職し、富樫や家族を竜蔵の手から守るために半ば自ら罪をかぶった。現在はしがない警備員を勤めている。詩織を通じて「向こう側」の情報を知り、家内と共に達哉を見守ることにする。
スワーミ・チャンドラプトラ
罰（PSP版）のみ：インドからやってきた伝説のペルソナ使い。本名は「ランドルフ・カーター」。悪魔化され普遍的無意識に精神を散り散りにされた詩織を助けるため、自分の弟子も助ける条件で達哉達にカダス・マンダラへの道を開く。
ズーラ
罰（PSP版）のみ：ウルタール猫軍の中将。幻夢境と呼ばれる普遍的無意識の中層でズーグ族と戦っている。カダス・マンダラにやってきた達哉達に無意識の世界を案内する。
ノーデンス
罰（PSP版）のみ：旧神の一柱、ペルソナ2における彼はニャルラトホテプと対立するフィレモンの化身に設定されている。
無貌の神
罰（PSP版）のみ：ニャルラトホテプの無数ある化身の一つ、旧支配者の一柱である。その風貌は『真・女神転生II』と『デビルサバイバー』のイラストが使用されている。

## 用語
悪魔
普遍的無意識内に渦巻く、数々の“悪魔的元型”が実体化したもの＝神も悪魔も人の心の中にしかいない。
ペルソナ
神や悪魔の力を持つ、もう一つの人格。上記の"悪魔的元型"の侵略から自我を守る者として機能する、自我によってコントロールされたもうひとつの悪魔的元型である。
ラテン語で「仮面」を意味する言葉で、後に心理学者カール・グスタフ・ユングは人が現実と対峙する際に身につける「仮面」もしくは「人格」を「ペルソナ」と呼んだ。人は一生を通じて数多くのペルソナを身につけ、場合によってはいくつかを同時にあわせ持つことがある。ペルソナは「元型」を取るが、「元型」には神話の神々も多い。ゲームにおけるペルソナがまったく同一のものとはいえないが、共通する部分は多い。
また、伝承が伝えられる人間もペルソナになり得るが、唯一の例外は「ヤマオカ」。知名度があるわけでも伝承が伝わっているわけでもない“ただの人間”がペルソナと化した稀有な例である。
過去に「ペルソナ様」と呼ばれる呪い（まじない）を行った者が、夢に現れるフィレモンに自分の名前を告げることで素養を得ることができる特殊能力。発動には、それとは別に危機的状況に陥る必要がある。ニャルラトホテプから力を受ける場合は不明。
いわゆる魔法の行使が可能となるほか、身体能力の強化・ペルソナの腕を伸ばして物を掴むと言ったことも可能。
ペルソナ使い同士が接近すると共鳴し、ある程度その所在を掴むことができる。また、熟練者は共鳴を抑えることが可能で、より深く読むことで戦闘向きか否か・過去にどんなペルソナ使いと接触したかなどを把握することが可能。
漫画『ペルソナ 罪と罰』では数十人程度はいたとされており、グリムリーパーによってペルソナを狩られたペルソナ使いは意識不明に陥っていた。事件解決後はどうなったのか不明。
噂の現実化
ニャルラトホテプによって、10年前から仕組まれた異界化現象。真実か否か不明な情報が「噂」であるため、真実から生まれた噂なのか噂から生まれた真実なのか判別不能。そのため、10年間どれほど街に影響を与えたかは不明である。
ある程度「噂」が拡散しないと効果を発揮しないため、恐怖や興味を煽るような内容でなければならない。さらに、真実味が必要であり、荒唐無稽な噂を流す為には下準備が必要となる。逆に、広まってしまえばその現象に抗うことは基本的に不可能。因果律や確率を無視し、無から有を生み出すことも可能で、ある建造物が存在しないことを知っている人物がいたとしても、それを無視して実在化する。ただし、珠閒瑠市が普遍的無意識の深層に飲み込まれた際は、店舗類を除き噂によって生み出されたものの多くが消滅した。
なお、お互い相反する噂が流れた場合、それを補完する噂が流れて双方が現実化する、というパターンも存在する。これにより、「テロリスト」と「正義の味方」という噂が流れた達哉たちは、本人とは別にシャドウ達哉たちが生み出された。
本来存在しない人物または存在はしているが別物とされる人物の場合、ほぼ全てニャルラトホテプが演じることになる。例外はシャドウ達哉たちで、こちらは本人の負の面が宿った。
また、存在しない建造物の場合は、普遍的無意識に近づくために「思考が現実になる」という特殊な空間と化す場合がある。
悪魔の間に流れる噂も対象であり、噂を流すことで特定の悪魔に特殊な魔法を習得させることができる。
仮面党（かめんとう）
ジョーカー率いる、イデアルエナジーという夢見る力を集め、イン・ラケチの予言実現を目指す組織。集会場所こそあるものの、明確な拠点が存在するか不明。
須藤ら4人を幹部としていたが、のちにシャドウ達哉たちが加わることになる。
『罰』では仮面党自体登場しないが、エクストラダンジョンにて「カメーン」として登場する。
イン・ラケチ
橿原、岡村、竜也の3人が執筆した本。「地球文明は宇宙人によってもたらされた」、「珠閒瑠市の地下に宇宙船が眠っている」など、“トンデモ本”と称される。
破滅に至る予言が記されており、仮面党の行動指針となっている。『罰』世界でも執筆されているが、精神が正常なままだった橿原からは若気の至り程度の扱いとなっている。
ラスト・バタリオン
ドイツ第三帝国の軍勢。「イン・ラケチ」内に記載のあったラスト・バタリオンの噂が現実となり、物語後半に珠閒瑠市を襲撃してきた。多数の機械化された兵士やロボットを有し、珠閒瑠市の混乱と恐怖をさらに拡大させた。
上述のようにナチス・ドイツネタへの配慮から、PSP版ではデザインや名称に様々な変更が加えられた。
ジョーカー様
『罪』世界に登場。自分の携帯から自分の携帯番号に電話をかけ、「どちらにいらっしゃいますか？」と居場所を問うことでジョーカーを呼び出す儀式。この際、呼び出した人数と同じだけ、呼び出した者の背後にジョーカーが出現する。ジョーカーに夢を告げるとでたらめな内容であってもその夢は叶えられ、同時に仮面党への所属を命じられる（どこに所属するかは叶えた夢の種類による）。この際、魔法使用や悪魔使役のためのカードを与えられる。
夢を告げることができなかった場合、影人間とされてしまう。影人間となったあとは動くこともできないほど無気力になり、徐々に周囲の人たちから名前や存在が忘れられていき、最後はペルソナ使いすらその存在を感知することができなくなる。自分の影人間化をある程度自覚できる人間もいるが、大抵は絶望感に打ちひしがれており、結局は同じ末路をたどる。さらに夢を叶えたとしても生きる目標を失ったものも絶望に苛まれ、最終的には影人間になってしまう。
新世塾（しんせいじゅく）
10年前から暗躍する秘密組織。初期の幹部たちは御前からの託宣を受け取り、現在の地位を築いた。現在、自衛隊や警察などを取り込み、「無原罪の世界」を目指して行動している。自衛隊をはじめとする実行部隊は天誅軍と呼ばれている。その大掛かりな組織は計画遂行のためはもちろんのこと、明るみに出た際に噂実現の真実味として機能させるために存在している。
仮面党の代わりとして表舞台に出てくることになったが、仮面党と違い「魔法を使わない」、「拠点が確実に存在している」といった違いが存在する。
JOKER呪い（まじない）
『罰』世界に登場。概ね「ジョーカー様」と同じだが、殺したい相手を告げることで殺人委託を行う。『罪』とは違い、告げるのに失敗した例などは特に発生していない。また、噂によって徐々に手口が残忍になっている。
元々は須藤が『罪』世界をなぞるために行ったものだが、裏で新世塾によって利用され「JOKER呪いをした人間がJOKERになる」という噂が流れたことにより、JOKER使いが大量に発生することになる。
様々な影響力を持つ新世塾によって通話記録を調べられ、マフィアによってJOKER使いは拉致されて悪魔化をはじめとする人体実験を受けた。
JSM
JOKER分離マシン。その名の通りJOKERを切り離す装置であるが、JOKERの本質である「穢れ」を切り離す装置でもあるため対象がJOKER使いでなくても使用できる。
講演会などでは女禍と相対する「伏羲」の像として置かれ、一般市民から穢れを集めている。穢れを切り離された人間は、舞耶の口癖でもある「レッツ・ポジティブシンキング」と叫び、変に前向きになる。
穢れはチェンバーに収められているが、その中で蠢く黒い体に赤く光る眼は、ペルソナ3, 4でのシャドウを思わせる姿である。チェンバーを破壊されると、手近な人間に憑依してJOKER使いとなる。
神取の残した資料を基に作成されたとされているが、漫画『ペルソナ 罪と罰』のエピローグでは、ペルソナを刈り取る「グリムリーパー」や「黒システム」の資料が南条家を通じてもたらされ、それを利用して作られたことが語られている。なお、ペルソナ3に存在した桐条グループの「シャドウを現実空間に留めて生成するシステム」と似ているが、関連は不明。

## 舞台
珠閒瑠市（すまるし）
人口128万人を誇る政令指定都市。珠閒瑠とは、スバル＝プレデアス星団の別名である。また、街の中心部を流る川は七夕川と呼ばれ、いずれも星々に縁の深い名がつけられている。真円を基本とした区画整理は戦国時代からの名残で、現在は出版局やテレビ局、新聞社などのメディア企業が位置する大都市に成長している。一般的な顔は、人々の活発な暮らしを感じさせる魅力的な街として描かれている。そのイメージは、東京都を彷彿とさせている。後に、『罪』では「シバルバー」、『罰』は「アメノトリフネ」として浮上する。
蓮華台（れんげだい）
珠閒瑠市の中心部、七夕川の北側に位置する地区。エリート高校の七姉妹学園、アーケード街のロータス、本丸公園、アラヤ神社などがある住宅街。『罰』では、がってん寿司が出店している。『罰』では、本丸公園は閉鎖されアメノトリフネ浮上後に珠閒瑠城が建つ。
平坂区（ひらさかく）
春日山高校がある地区。商店街のカメヤ横丁（アメヤ横丁が元ネタ）にはラーメンしらいし、東亜ディフェンス、サトミタダシ平坂店、富永カイロプラクティック、また『罪』では加えてがってん寿司、葛葉探偵事務所といった店が並んでおり、下町といった風情。『罰』ではラーメンしらいしは赤提灯しらいしになる。
夢崎区（ゆめさきく）
市の繁華街。パチンコ・シルバーやCDショップのギガ・マッチョ、アミューズメントパーク・ムー大陸などの店が並んでおり、若者達も多い。夢崎センター街にも様々な店舗が並んでいる。
青葉区（あおばく）
市の東側に位置する区でキスメット出版や珠閒瑠TVといったマスコミ関連の建物がある。青葉公園にある野外音楽堂ではアイドルグループのコンサートなども行われている。青葉通りの商店街にはフレンチレストラン、クレール・ド・リュンヌ、エステサロン・エテーリア、インターネットカフェ・ダブル・スラッシュなどのお店がある。『罰』では葛葉探偵事務所があり、内装も『罪』と比べ豪華である。
港南区（こうなんく）
市の南側にある区で克哉が勤務している港南警察署があり、シーサイドモールにはジョリー・ロジャー、珠閒瑠ジプシー、柊サイコセラピー、倫敦屋（『罰』では存在しない）などの店がある。南側には空の科学館もある。『罰』及び『罪』（PSP版）では珠閒瑠ジプシーは珠閒瑠ジニーに名前が変更されている。
蝸牛山（かたつむりやま）
市郊外にある山。『罪』では噂によって登場したラスト・バタリオン及びジョーカー率いる仮面党がここの頂上に現れたカラコルを目指しており、達哉達と激しい戦いを繰り広げる。『罰』では須藤竜也が入院している森本病院があり、パオフゥと合流した舞耶達の次の目的地となる。いずれにしてもイベントクリア後には入れなくなる地域でもある。
鳴海区（なるみく）
『罰』のみ登場。新規に開発された地域で、理学研究所や地下鉄工事現場などがある。ヨットハーバーには、南条愛用のクルーザーが停泊しており、日輪丸潜入の際にはこれに乗り込むこととなる。ホテル・プレアデスには、クレール・ド・リュンヌ、エボニー、パパラチャなどのお店がある。湾岸付近にあるため、アメノトリフネ浮上後は進入不可能となる。
シアター
『罪（PSP版）』のみ登場。フルネームは「珠閒瑠クライマックスシアター」で、珠閒瑠市のどこかに存在する。最新鋭の映画技術を利用していることから「本当に体験しているようだ」と巷で噂になった。また、条件を満たすことでシナリオを任意に作成することができるようになる。

## スタッフ
PS版（罪）
- エグゼクティブプロデューサー - 原野直也
- プロデューサー - 岡田耕始
- シナリオ - 里見直
- アートディレクター - 金子一馬
- プランナー
  - システムプランニング - 三島憲一
  - バトル - 富永武
  - コンタクト - 薄井和也
  - ペルソナカンバセーション - 八巻良和
  - イベント - 細野雄士、金田大輔、大場亜希
  - フィールドマップ - 藤岡一樹、あべたかき
  - イベントマップ - みやもとたかゆき
- プログラマー
  - ダンジョンプログラム - 高木秀俊
  - システムプログラム - 石塚路志人
  - バトルプログラム - 勝山太司
  - イベントプログラム - 坂本拓己
  - コンタクトプログラム - 関口保
  - ウィンドウプログラム・ショッププログラム - あそひさたか
  - 2Dマッププログラム・コマンドプログラム - 古坂雄二郎
  - カジノプログラム - ながいやすあき
- デザイナー
  - キャラクターユニット - 高島志郎、こくぼまゆき
  - キャラクターグラフィックベースドローイング - 副島成記
  - バストアップキャラクターカラーリング・カードグラフィック - 土居政之
  - ペルソナ&モンスターユニット - 梶家都和子、はやしまさと、横田章弘
  - イベントグラフィック - 村上哲也、鈴木正勝、くりもとまき
  - ウィンドウレイアウト・イベントグラフィック - 福沢綾子
  - ダンジョングラフィック - 本堂雅史、松田英輔、杉山ルナ、はやかわよしはる
  - トータルエフェクト - 野口暁
  - カジノグラフィック・バトルフィールド - 羽田穂美
  - CGムービー - 米道智浩、木村史博、増田直子、こんぼてつや
  - カラーリングPR&ADスタッフ - 白石恵
- ミュージックコンポーザー - 田崎寿子、土屋憲一、黒川真毅

PS版（罰）
- エグゼクティブプロデューサー - 原野直也
- プロデューサー - 岡田耕始
- アートディレクター - 金子一馬
- プランナー
  - プロジェクトリーダー・バトル - 富永武
  - シナリオ - 里見直
  - イベント - 三島憲一、金田大輔、大場亜希、かたおかかずひろ
  - コンタクト - 薄井和也
  - コンタクトメッセージ - 薄井和也、清水信宜、木戸梓、これながしんや
  - ダンジョンマップ・ショップ&アイテム - 八巻良和
  - ダンジョンマップ - 山井一千
  - イベントマップ・ミドルマップ - みやもとたかゆき
- プログラマー
  - リーダー・ダンジョン - 高木秀俊
  - システム - 石塚路志人
  - バトル - 勝山太司
  - イベント - 坂本拓己
  - コンタクト・マジックエフェクト - 関口保
  - ウィンドウ・ショップ - あそひさたか
  - 2Dマップ・コマンド - 古坂雄二郎
  - カジノ - ながいやすあき
  - ツール - 大山智
- デザイナー
  - リーダー・ダンジョングラフィック - 本堂雅史
  - ダンジョングラフィック - にしむらえり、北野誠、うらおたけとし
  - イベントバックグラウンドグラフィック - 村上哲也、鈴木正勝
  - イベントバックグラウンドグラフィック・ウィンドウレイアウト - 福沢綾子
  - キャラクターユニット - 高島志郎、つちやみほ、くまいじゅんいち
  - マジックエフェクト・モンスターユニット - 松田英輔
  - モンスターユニット - 古東晃子、須藤正喜、横田章弘、ひらいあらた
  - バストアップキャラクターベースドローイング - 副島成記
  - バストアップキャラクターカラーリング・カードグラフィック - 土居政之
  - CGムービー - 五十嵐達也、井筒宏明、和田和久、やまぐちたかひろ
  - パブリッシングデザイナー - 白石恵
- サウンドコンポーザー
  - リーダー - 田崎寿子
  - 土屋憲一、黒川真毅、目黒将司

PSP版
- ディレクター - 目黒将司
- 罪：ダウンロードクエストシナリオ - 里見直（「暗影 I - III」のみ担当）
- 罰：アディショナルシナリオ - 里見直
- 罰：新規キャラクター原画 - 土居政之
- 罪：BGM - 喜多條敦志、小西利樹、小塚良太、目黒将司
- 罰：BGM - 小西利樹、喜多條敦志

## 関連商品

### 小説版
ペルソナ2 罪が与えし罰（上巻・下巻）
著者は南原順、挿画は上田信舟、スクウェア・エニックスのGファンタジーノベルズから刊行。
ペルソナ2罪からペルソナ2罰までに空いている期間を書き起こしている。
- 上巻：2000年12月初版発行 ISBN 4-7575-0352-0
- 下巻：2000年12月初版発行 ISBN 4-7575-0447-0

電撃ゲーム文庫 ペルソナ2 罪 / ペルソナ2 罰
著者は高瀬美恵、表紙および口絵イラストは金子一馬、本文イラストは菅原健、メディアワークスの電撃文庫から発売。
後に携帯電話で読める小説「デジタルノベル」としてメガテンαにて配信されているメディアミックス作品。
内容はゲーム本編に準拠しているが、吉栄杏奈の視点から描かれたストーリーとなっている。
PSP版リメイクにあわせ、『罪』の新装版も2011年に刊行されているが、新装版ではリメイクに合わせた変更（ラスト・バタリオン関連）はなく、巻末の里見・高瀬の対談は収録されていない。
- ペルソナ2 罪：2001年3月15日初版発行 ISBN 4-8402-1701-7 / 新装版：2011年5月初版発行 ISBN 978-4048704267
- ペルソナ2 罰：2001年3月初版発行 ISBN 4-8402-1702-5

ペルソナ・アナザービジョン 明日出会う自分へ
著者は甲斐透、挿画は岩崎美奈子、スタジオDNA（現・一迅社）のDNAノベルスから刊行。
女神異聞録ペルソナから登場しているキャラクター、マキ、ブラウン、レイジの高校卒業後の姿を描いたアナザーストーリー。時間枠など、今作とリンクする形になっている。
- 2001年4月初版発行 ISBN 4-921066-86-8

### サウンドトラック版
ペルソナ2 罪 オリジナルサウンドトラックス＜完全収録盤＞
発売元：キングレコード / CD2枚組 / 発売日：1999年8月6日
PS版発売当時の楽曲を完全収録したサウンドラック。ボーナス・トラックとして、「JOKER」と「ペルソナ音頭」のフルコーラス版が収録されている。
ペルソナ2 罪 オリジナルサウンドトラック
発売元：キングレコード / CD6枚組 / 発売日：2011年4月27日
PSP版発売後に発売されたサウンドトラック。オリジナル版に加え、リミックス版も収録。ディスク1と2が通常版で、ディスク3 - 6がリミックス版となっている。
ペルソナ2 罰 オリジナルサウンドトラックス＜完全収録盤＞
発売元：キングレコード / CD2枚組 / 発売日：2000年7月26日
PS版発売当時の楽曲を完全収録したサウンドラック。ボーナス・トラックとして、「ペルソナマンボ」と「ペルソナロック」のフルコーラス版が収録されている。
ペルソナ2 罰 PUNITIVE DANCE
発売元：日本コロムビア / CD1枚組
ゲームで使用されていた曲の中から14曲をダンスリミックスしたアレンジサウンドトラック。
ペルソナ2 罰 オリジナルサウンドトラック
発売元：キングレコード / CD5枚組 / 発売日：2012年6月27日
PSP版発売後に発売される予定のサウンドトラック。オリジナル版に加え、リミックス版も収録。

### ドラマCD版
ペルソナ2 罪と罰 〜果てしなき青春〜
キングレコードから2000年3月24日に発売されたドラマCD。
内容は『ペルソナ2 罪』のキャラクターが中心となっており、『ペルソナ2 罰』からはプロローグドラマを収録。ドラマ以外ではBGMのアレンジバージョンが収録されている。
脚本は美川べるのと結城心一が手掛けており、舞耶が野原しんのすけの声真似（どちらも矢島晶子が演じている事が由来）をする等のコメディが展開される。

## 携帯アプリ版

### ペルソナ2 罪 LOST MEMORIES
『ペルソナ2 罪 LOST MEMORIES』（ペルソナツー つみ ロストメモリーズ）は、『ペルソナ2 罪』の携帯アプリ版。
NTTドコモ用のiアプリとして2007年10月1日から配信開始。ソフトバンク用のS!アプリとしては同年11月1日から配信開始。KDDIのau用のEZアプリとしては同年12月12日から配信開始。
噂システムやペルソナシステム、オートバトルや合体魔法など『ペルソナ2』の特徴的なシステムを携帯電話上に再現しつつ、シナリオはオリジナルとなっている。プレイヤーキャラクターは達哉、栄吉、リサ、舞耶、淳の5人。

### ペルソナ2 罰 INFINITY MASK
『ペルソナ2 罰 INFINITY MASK』（ペルソナツー ばつ インフィニティマスク）は、『ペルソナ2 罰』の携帯アプリ版。
NTTドコモ用のiアプリとして2008年9月8日から通常版・ワイド版共に配信開始。ソフトバンク用のS!アプリとしては同年11月4日から配信開始。KDDIのau用のEZアプリとしては2009年2月12日から配信開始。
2007年10月1日から配信を開始した『ペルソナ2 罪 LOST MEMORIES』と同様にシステムを携帯電話上に再現しつつ、シナリオはオリジナルとなっており、時間枠は『ペルソナ2 罰』本編の後日談として設定されている。プレイヤーキャラクターは舞耶、克哉、パオフゥ、うらら、南条の5人。
また、「ワイド版」として、横400×縦240のワイド画面に対応した機種向けに画面サイズを調節し、音質を改良したバージョンも配信されている。

## 漫画『ペルソナ 罪と罰』
『ペルソナ2 罪』と『ペルソナ2 罰』を原案にし、『月刊少年ジャンプ』（集英社）に連載された完全オリジナルストーリーの漫画版。作者は松枝尚嗣。集英社ジャンプコミックスより全3巻。2011年4月13日には罪のPSP版リメイクに合わせて新装版（全2巻）も発行された。
舞台・世界観設定などは『ペルソナ2 罪』及び『ペルソナ2 罰』と共通しているが、別時間枠のオリジナルストーリーとして描かれている。そのため、登場人物は一新されている。

### ストーリー（罪と罰）
七姉妹学園の学園祭が近づき、クラスの出し物の準備に追われる一実と里人。半ば無理やり物品の買出しに出された二人だが、道すがら里人が写っている看板を見つけ、一実は昔から二人で遊んでいたなと昔話を始める。お互いに親友だと言い合った次の瞬間、里人は目の前から姿を消していた。その日を境に里人は家にも戻らず、完全に行方不明になってしまう。
一実は手を尽くして捜索していたが一向に見つからず、途方にくれていた。そんな時、女生徒達が廃工場で里人らしき人物を見た、という噂を聞き単身廃工場へ。やはり何も無いか、と帰ろうとした時、異形の化物に襲われてしまう。わけもわからず逃げ惑うが、追い詰められた時、自分の中から地獄の閻魔「ヤマ」と自称する何かが出現し化物を打ち払った。一実は安堵と疲労からかその場で気絶してしまうが、その様子を隠れて見ていたのは里人だった。そして一実は金色の蝶の夢を見る。

### 登場人物（罪と罰）
木場 一実（きば かずみ）
本作の主人公。七姉妹学園に通う高校2年生の少年。他人にはそれぞれ都合があると一線を引くことを良しとしない、よく言えば世話焼きで悪く言えば独善的な価値観を持っている。廃工場で悪魔に襲われた事を切っ掛けにペルソナに目覚める。ペルソナはヤマ。かつて仲の良かった少女のマナが死んでしまった時、里人を罪からかばう為に事故当日に三人が初めて出会ったと口裏を合わせさせた。その後、本人はこの記憶を封じてしまっていた。良かれと思ってしたことだが、結果、里人は罰を受けられず長年罪の意識に苛まれ続けていた。さらに今回の事件の根本的原因でもある。
計都（けいと）
廃校場にいた3人の内の一人でリーダー的存在である。ペルソナはインドラ。自分を救ってくれた鈴音を女神と称し、人間ではないと察しながらもそばに居続けた。元警察官でSAT所属。警官になる前に家庭を捨てている。ある事件の際、犯人が立てこもっている建物に突入する瞬間、強大な悪魔が建物から出現。自分以外の隊員には見えておらず、次々と仲間が殺される中、重症で一人だけ生き残る。このときに鈴音と出会った。
事件後はフリーのエージェントとして南条コンツェルンに雇われている。報酬にかつて捨てた家族の捜索を依頼していた。
日野 成井（ひの なるい）
廃校場にいた3人の内の一人である少女。ペルソナはビシャモンテン。一度はグリムリーパーによって意識不明に陥るが、赤の書による干渉で復活する。実は敵の黒幕である耶雲の妹で、両親を耶雲のペルソナで殺害されたことが原因で離縁していた。全てが終わった後、植物状態と化した耶雲と共に生きていくことを選択する。
鈴音（すずね）
廃校場にいた3人の内の一人。フィレモンが記した「赤の書」を持つ謎の少女。ペルソナはヴァルナ。実は人間ではなく、鍵を持つメンバーがそれぞれ想っていた女の子や有り得たかもしれない少女時代の自分を元にフィレモンが作った赤（ロート）というペルソナで、赤の書を携えた最後の鍵。そのため、かつて計都を救った時から今まで一切肉体的な成長をしていない。最終的にはヴァルナと融合して、里人に宿った。
J・F
キング・フロストに仕える英雄の冬将軍の息子。鈴音とは仲良しである。そこらの悪魔とは格が違うらしい。鈴音を救うためにその身を犠牲にするが、最後の一コマではいまだ存在しているらしい。
清水 里人（しみず りひと）
木場の親友であり、ネンフィア・ジャポンのモデルでもある少年。ペルソナはアークエンジェル→ヴァルナ。元々気弱な性格だったが、マナと一実と出会ったことで、家庭の重圧に負けない逞しさを身に付ける。しかし、自分が一本杉を登り切った日にマナが転落死してしまう。実際にはわからないが、本人は強引に一本杉に登り続けたせいで枝が痛んでしまったことからマナが死んだのは自分のせいだという罪の意識があったのだが、一実の機転で糾弾される事はなかった。しかし、どうしても罪の意識から逃れられず、もはや罰を受けることも叶わなくなり、耶雲の計画に賛同した。
最終戦時、普遍的無意識での鈴音との対話により、一実と共に戦うことを選択し、フィレモンの鍵最後の一つ「水の鍵」の持ち主として黒の書を封印し、ヴァルナを宿して合体魔法「四天修羅誅滅剣舞」により戦いに終止符を打った。事件の後もやはり完全に自分を許すことはできず、一実達の日常に戻ってくることはなかった。
愛蔵版のあとがきによると、アトラスとしてはこのキャラクターを後のゲームにフリーのデビルバスターとして登場させる企画もあった。
日下 耶雲（くさか やくも） / 日野 精一郎（ひの せいいちろう）
黒の書の所持者であり、死神のペルソナが魔晶化（アイテム化）した鎌「グリムリーパー」によりペルソナを奪取し、その無念を集めて黒の書を強引に起動しようとしている青年。黒の書の力により、因果律にすら干渉して他者の存在を制御することが可能。黒の書の恩恵か黒以外にもナーガとショクインとギョクコウジョウテイというペルソナを操ることができる。実は成井の兄で、ストレスのはけ口として妹を虐待する父と夫の言いなり状態になっている母をペルソナ能力で殺害したことが原因で、成井に拒絶されて全てを失い、死のうとしていたところで時空を超えてきた一実に救われたという経緯を持つ。その後、禁じていたペルソナ能力を使ってでも運命と戦う覚悟を決めた時、黒の書を呼び込んでしまう。この時、自分を痛めつけようとしていた学生達を歴史から抹消してしまう。この瞬間から黒の書による救済（過去の改変）のために動き始めることになる。
B・B
耶雲の親友。グリムリーパー生成実験時の事故から耶雲をかばったことで、グリムリーパーと一体化している。所持ペルソナはハスターだが、その影響で触手をグリムリーパー化させることができる。親友として耶雲の暴走を止めたいと影で思っており、実は黒の書と深く結びついた「錠前」たる存在で、フィレモンの鍵を4つ差し込むことで黒の書を封じることができる。一実から大地の鍵の封印を受けたことで完全に生きた錠前と化し、戦線離脱する。
マナ / 土屋 真菜（つちや まな）
小学生の頃、一実と里人がアラヤ神社で出会った少女。一本杉に登り町を見渡すのを好んでいた。一実は友達に約束をすっぽかされ、里人は両親の重圧に耐えられず逃げてきた先で、真菜は夫婦仲が悪く、喧嘩が絶えない家に帰りたくなく、神社の一本杉に登っていた事で三人が出会った。その後なんとなく三人で遊ぶようになり（このとき三人でペルソナ様遊びもしていた）、特に里人は一本杉登りに挑戦することで精神的に逞しくなっていった。そして里人が一本杉登りに成功した日、真菜が登っている途中、枝が折れ、転落死してしまう。

### 用語（罪と罰）
黒の書・赤の書
フィレモンが普遍的無意識、心の海を航海したその全記録。つまりフィレモンの全能力が記載されているマジックアイテム。これによって、普遍的無意識に内在するペルソナを始めとするあらゆる超能力にアクセスし行使することが可能になる。
二つに分かれてはいるが、基本的には同一のものらしく、片方からもう片方へ干渉させることができる。ただし、この書を完全な形で使用できるのはフィレモンの試練に打ち勝ち「鍵」を得た人物のみ。耶雲を始めとするネンフィアは、この書の中にある能力、現象で因果の大幅な書き換えを目論んでいた。事件後は黒の書を一実が、赤の書を里人が管理している。
四つの鍵
二つの書の開放、封印用のアイテム。これ自体も強力な武器として使用できる。これを得るためには、ペルソナの覚醒時以上の心の強さを証明しなくてはならない。
黒（シュバルツ）のシステム
鍵に先駆けて黒の書を手にしてしまった耶雲が書を完全に起動させるために作り出したいわば鍵の代替システム。グリム・リーパーで刈り取ったペルソナの無念（冥き力）を集積して書にぶつけ、書の力を解放する。耶雲が鍵の存在を知っていたのかどうか、なぜ黒の書だけを入手してしまったのか等の詳細な説明はない。
無慈悲な狩り手（グリム・リーパー）
死神のペルソナが魔晶化（アイテム化）した鎌で、書への直通路でもある。狩り手達はこれを持ってペルソナを狩り集めるが、持ち主がやられた場合、持ち主のペルソナが自動的に黒に収集される仕組みになっている。狩り手はこのことを承知でペルソナ使いを襲撃している。

### 単行本
ジャンプ・コミックス版
1. ISBN 4-08-873056-9 2000年12月発売
2. ISBN 4-08-873129-8 2001年6月発売
3. ISBN 4-08-873202-2 2001年12月発売

新装版
1. ISBN 978-4-08-782368-4 2011年4月発売
2. ISBN 978-4-08-782369-1 2011年4月発売